# Edvin Vesterby
Edvin Vesterby, född 23 oktober 1927 i Rickul i Estland, är en estlandssvensk före detta brottare, som blev olympisk silvermedaljör i grekisk-romersk stil 57 kg i Melbourne 1956. Vesterby deltog även i olympiska sommarspelen 1952 i Helsingfors och 1960 i Rom med två fjärdeplatser som bästa resultat.